# 克罗地亚铁路

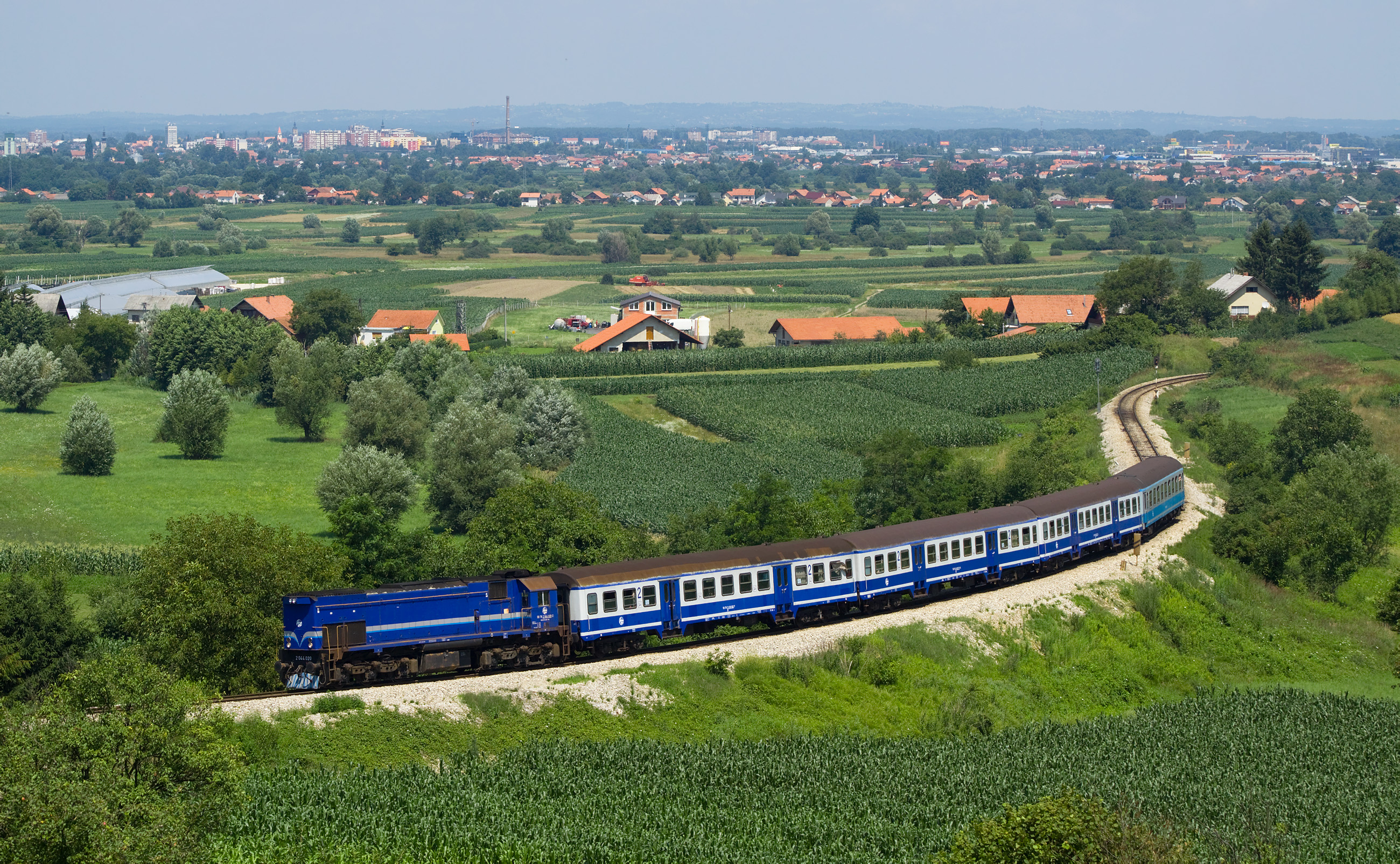
克羅埃西亞鐵路的一排列車駛往札格雷布。

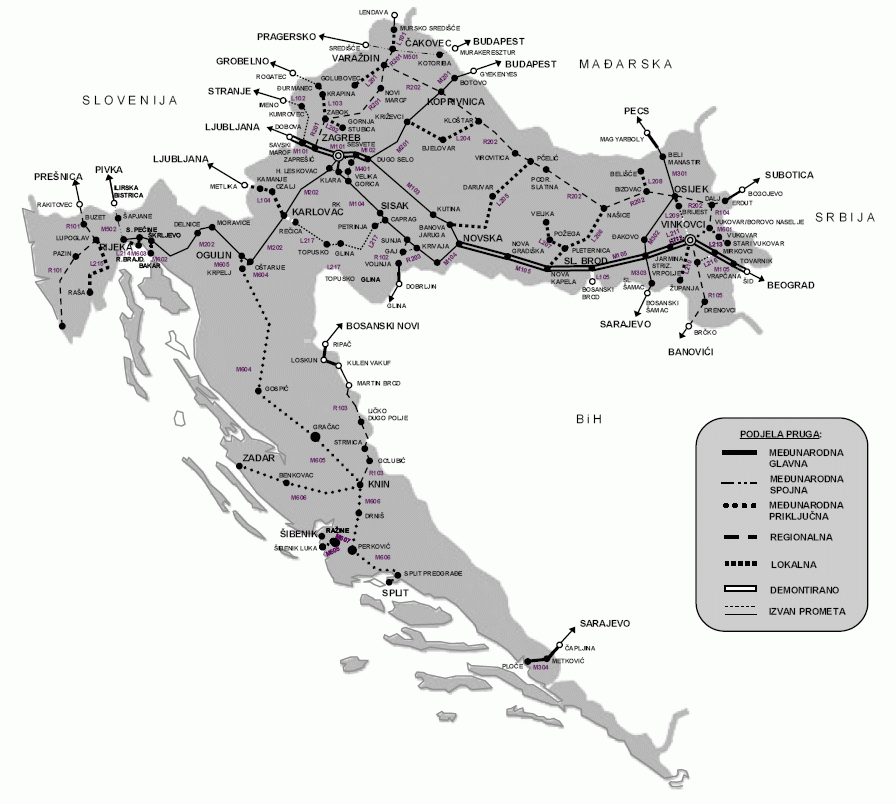
克羅埃西亞鐵路網

克罗地亚铁路，簡稱，是克罗地亚国家铁路公司，其前身为南斯拉夫铁路。克罗地亚铁路为国际铁路联盟成员，UIC号码为78。
2012年11月1日，根据欧盟第91/440指令，要求将铁路运营和基础设施管理部门拆分出铁路运输服务部门，此前的克罗地亚铁路公司拆分成3家私人有限公司（d.o.o.）:
- 克罗地亚铁路货运（HŽ Cargo d.o.o.）
- 克罗地亚铁路客运（HŽ Putnički prijevoz d.o.o.）
- 克罗地亚铁路基建（HŽ Infrastruktura d.o.o.）

## 线路
克罗地亚铁路系统长度总计为2974公里（其中248公里是复线）。 1,228公里为电气化线路，占总长 41.3％（数据截止2004年底）。
主要有以下线路：
- （斯洛文尼亚卢布尔雅那）-萨格勒布-斯拉沃尼亚布罗德-温科夫齐 - （塞尔维亚贝尔格莱德）
- 从萨格勒布到奥西耶克（通过科普里夫尼察）
- 从萨格勒布到里耶卡
- 从萨格勒布到斯普利特
- 从萨格勒布到锡萨克 - （最短的，但非常重要）
- 从萨格勒布到瓦拉日丁

此外还有通往斯洛文尼亚、匈牙利、波斯尼亚和黑塞哥维那和塞尔维亚的线路。
克罗地亚铁路迫切需要现代化建设。前南斯拉夫解体之后，全国各地铁路基础设施投资减少，许多重要的线路没有电气化，仅为单线，线路弯曲，最终导致速度变慢。
最近10年，铁路网络已得到改进，萨格勒布到温科夫齐线的最高速度增加。有些路段的速度已经从80公里/小时提高到120公里/小时，甚至达到160公里/小时。一个总计超过18亿克罗地亚库纳国家铁路投资计划已经确定，该计划将一直延续至2012年，铁路将进一步现代化。